# Sauggut

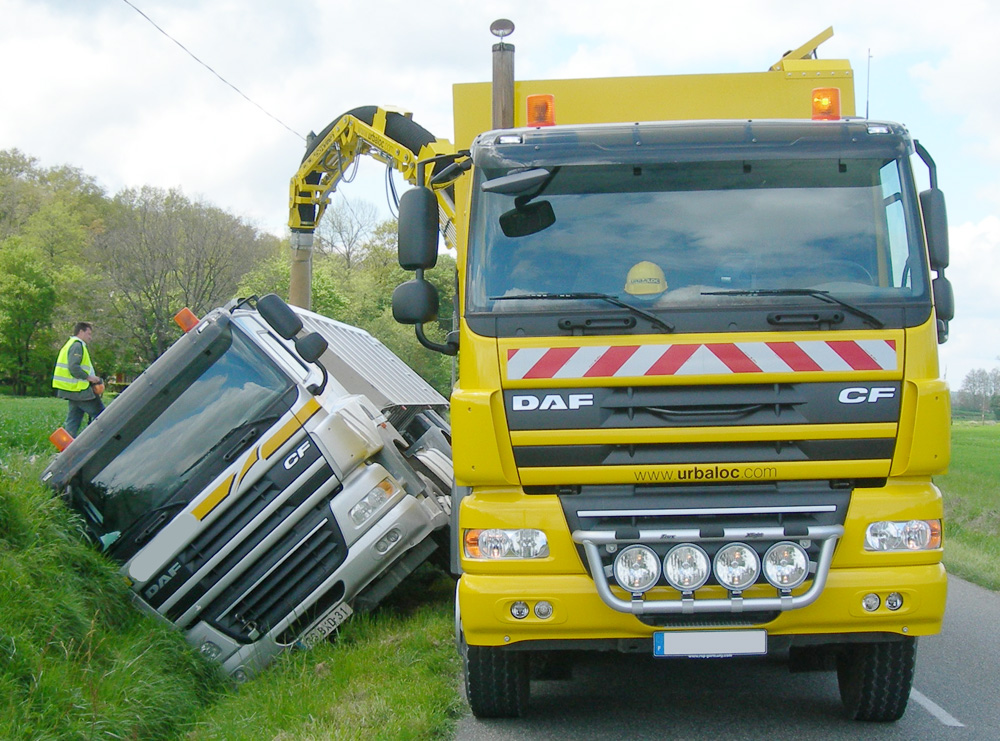
Löschen der Ladung eines havarierten Lkw mit einem Saugbagger

Als Sauggut bezeichnet man im Güterverkehr solche Massengüter, die mit Hilfe von Saughebemaschinen gelöscht oder umgeladen werden können.  Hierzu gehören unter anderem alle Arten von Getreide.
Es kommen Zyklonabscheider zum Einsatz, die das Sauggut portionieren um es dann aus dem Laderaum auszusaugen, man kann einen Sackadapter anschließen, um es dann in Säcke umzufüllen. Dieses Verfahren wird in der Landwirtschaft auch bei Erntemaschinen (Vollladern) eingesetzt, welche Getreide oder Kartoffeln in die Ladewagen einsaugen.
Auch Saugbagger oder auch Kanalarbeiter produzieren Sauggut; dieses muss dann einer fachgerechten Entsorgung zugeführt werden.
Nebenstehend ein straßengebundener Saugbagger für Gefahrgut, der oft von der Feuerwehr bei Havarien angefordert wird.